# Fàbrica de Gas (Cassà de la Selva)
La Fàbrica de Gas és una obra del municipi de Cassà de la Selva (Gironès) inclosa en l'Inventari del Patrimoni Arquitectònic de Catalunya.

## Descripció
Es tracta d'un edifici industrial característic de l'època de l'arquitectura del totxo, element que és industrial que és utilitzat per emfatitzar el coronament de l'edifici i les seves obertures. Cal destacar el portal d'accés amb una reixa de ferro forjat amb elements típicament modernistes, representant elements florals. També destaquem els elements ceràmics que formen part de la composició de les finestres així com el disseny modernista del rètol.

## Història
Al final del segle xix hi havia una nau més petita destinada a la producció d'electricitat amb llenya. Posteriorment, a principis del s. XX, la companyia Carburos del Freser amplia l'edifici amb la construcció d'una nova nau per destinar-la a la fabricació de Gas. La mateixa companyia tenia cura de la producció de gas a Llagostera en un edifici del mateix estil. Fins a l'any 1936 hi havia una xemeneia de totxo molt alta, de la qual avui només en resta el basament.